# Arthur Bouedo
Arthur Bouedo, né le 13 mars 1989, à Aix-en-Provence, dans les Bouches-du-Rhône, est un joueur français de basket-ball. Il évolue au Champagne Chalons Reims Basket aux postes de meneur et d'arrière.